# Ehrenfeld Jesája
Ehrenfeld Jesája (1850. – Nagysurány, 1902.) rabbi
Chaszam Szófer unokája volt, előbb Breznán, majd Sárospatakon, azután Nagysurányon működött. Éleseszű talmudista hírében állt. Hátrahagyott tóramagyarázatait halála után veje, Blum Juda hanusfalui rabbi adta ki Sévet Szófer (Munkács, 1903) címen.